# Karahallı (district)
Karahallı is een Turks district in de provincie Uşak en telt 12.614 inwoners (2007). Het district heeft een oppervlakte van 336,85 km². Hoofdplaats is Karahallı.
De bevolkingsontwikkeling van het district is weergegeven in onderstaande tabel.
| 1997   | 2000   | 2007   |
| ------ | ------ | ------ |
| 16.451 | 14.423 | 12.614 |

## Plaatsen in het district
Alfaklar • Bekiköy • Buğdaylı • Coğuplu • Çokaklı • Delihıdırlı • Dumanlı • Duraklı • Karayakuplu • Kavaklı • Kaykıllı • Kırkyaren • Külköy • Paşalar